# Великопольско-Куявская низменность
Великопо́льско-Куя́вская ни́зменность (пол. Nizina Wielkopolsko-Kujawska) — низменная равнина в Польше, преимущественно на территории исторических областей Великая Польша и Куявия.
Низменность простирается от реки Нотець и низовий Варты на севере до реки Барыч и среднего течения Одры на юге и западе. На востоке сливается с Мазовецко-Подлясской низменностью. Высоты изменяется от 18 до 227 м, центральная и западная части понижены. Низменность сложена плейстоценовыми ледниковыми и водно-ледниковыми отложениями, подстилаемыми плиоценовыми глинами, мезозойскими и пермскими осадочными породами, пронизанными соляными куполами.
В рельефе преобладают холмы и гряды, прерывающиеся широкими речными долинами. Множество озёр, преимущественно продолговатой формы (наиболее крупное — озеро Гопло). Климат умеренный, переходный от морского к континентальному. В растительности преобладают сосновые, дубовые и смешанные леса. Большие площади заняты для выращивания зерновых, сахарной свёклы, картофеля и овощей. Также население занимается скотоводством. Имеются месторождения каменной соли, бурого угля. На территории низменности расположены города Познань, Гнезно, Торунь.